# Paracassina kounhiensis
Paracassina kounhiensis är en groddjursart som först beskrevs av François Mocquard 1905.  Paracassina kounhiensis ingår i släktet Paracassina och familjen gräsgrodor. IUCN kategoriserar arten globalt som livskraftig. Inga underarter finns listade i Catalogue of Life.